# Ромер, Рой
Рой Рудольф Ромер (англ. Roy Rudolf Romer; род. 31 октября 1928, Гарден-Сити, Канзас) — американский политик, 39-й губернатор Колорадо (1987—1999).

## Биография
Ромер родился в Гарден-Сити (Канзас) в семье Маргарет Элизабет (Снайдер) и Ирвинга Рудольфа Ромера.
Он вырос в городке Холли на юго-востоке штата Колорадо. Ромер получил степень бакалавра в области экономики сельского хозяйства в университете штата Колорадо в 1950 году. Позже он получил степень юриста в Школе права Университета Колорадо. Он также в течение одного года изучал этику в Йельской школе богословия и был офицером по правовым вопросам в ВВС США. У него и его жены Беа семеро детей, 19 внуков и трое правнуков. Его сын Пол Ромер — экономист, лауреат Нобелевской премии, а второй сын Крис Ромер победил на выборах в Сенат штата Колорадо от Денвера в ноябре 2006 года.

## Карьера
Ромер служил в Палате представителей штата Колорадо с 1958 по 1962 год и в Сенате штата Колорадо с 1962 по 1966 год.
Он был казначеем штата Колорадо с 1977 по 1987 год и членом кабинета губернатора. Ромер впервые был избран губернатором в 1986 году и переизбирался в 1990 и 1994 годах. Он стал вторым губернатором Колорадо, проработавшим три срока.
В 1992 году он стал сопредседателем Комитета национальной платформы демократической партии. В январе 1997 года Ромер был избран генеральным председателем Национального комитета демократической партии.
С 1992 по 1993 год Ромер занимал пост председателя Национальной ассоциации губернаторов. В 1994-1995 годах он возглавлял комиссию штатов по образованию.